# Norbert Esnault
Pour les articles homonymes, voir Esnault.
Norbert Esnault, né le 6 septembre 1928 à Armaillé (Maine-et-Loire) et mort le 21 avril 2016 à Redon, est un ancien cycliste français. 

## Biographie

### Les débuts
En 1950, il remporte la 2e édition du Circuit des deux provinces au Pertre devant Félix Debroize et René Jus.
En 1951, il remporte avec son club de la Pédale nantaise le championnat d'Anjou des sociétés avec ses coéquipiers Yves Delamarre, Jacques Moisan, Maurice Pelé et Lucien Ringeard. Puis c'est l'épreuve Nantes-Saint-Nazaire-Nantes qui lui échoit la même année.
En mars 1952, il termine sur le podium du Grand Prix Chrétien à Angers. En mai 1952,  il participe à la 2e édition de la Route de France sous les couleurs de l'équipe Bretagne-Anjou. Il remporte la 10e étape à Tarascon-sur-Ariège et termine 23e du classement général final. En août 1952, il finit 4e du Prix de Saint-Georges-sur-Loire.

### Les années professionnelles
Norbert Esnault passe professionnel dans l'équipe Gitane-Hutchinson de Raymond Louviot en 1953 aux côtés de Rik Van Looy et Jean Stablinski notamment. Il remporte le 1er des trois secteurs de la 2e étape du Critérium du Dauphiné Libéré. La même année, il est sélectionné par Léon Le Calvez pour le Tour de France dans l'équipe de l'Ouest aux côtés de Jean Robic, François Mahé et Jean Malléjac, ce dernier finissant second du Tour. Norbert Esnault termine ce qui va être son unique Tour de France à la 71e place. Il réalise, toujours en 1953, quelques podiums comme sur le Circuit du Cher ou la course Nantes-Angers-Nantes.  Il participe, toujours en  1953, à Paris-Nice et se classe 27e.
En 1954, il termine second de Paris-Bourges derrière son coéquipier Jean Stablinski. La même année, il finit 6e du Circuit du Morbihan.
En 1955, il finit 5e du Prix de Lanveur et du Prix de Pâques de Langon et 7e de la Ronde d'Été à Lalinde.
En 1957, il finit 8e du Prix Merville à Lorient.

### La fin de carrière
Norbert Esnault continue sa carrière en amateur en 1958 et compte encore quelques résultats. Il finit 9e au critérium de Saint-Georges-de-Chesné en 1958.
Il termine 8e au Grand Prix de la Ville de Baugé en avril 1960.
En 1965, il contribue à la création du Cyclo Club Castelbriantais, à Châteaubriant, pour lequel il occupe des fonctions de direction pendant plusieurs années.

## Palmarès

### Palmarès amateur
- 1950
  - Circuit des Deux Provinces

- 1951
  - Nantes-Saint-Nazaire-Nantes
  - Championnat d'Anjou des sociétés (Pédale nantaise avec : Yves Delamarre, Jacques Moisan, Maurice Pelé et Lucien Ringeard)

- 1952
  - 10e étape (b) de la Route de France
  - Nantes-Les Sables-d'Olonne
  - Championnat d'Anjou sur route des sociétés

- 1961
  - Une étape du Grand Prix de "L'Économique"
  - 2e du Grand Prix Pierre Le Doaré
  - 3e des Boucles resteriennes

### Palmarès professionnel
- 1953
  - 2e étape (a) du Critérium du Dauphiné Libéré (contre-la-montre par équipes)
  - Championnat d'Anjou
  - 3e du Circuit du Cher
  - 3e de Nantes-Angers-Nantes

- 1954
  - 2e de Paris-Bourges
  - 3e du Circuit du Finistère

- 1955
  - Circuit de la vallée de la Loire

## Résultats sur le Tour de France
1 participation
- 1953 : 71e